# Tiszavalk
Tiszavalk è un comune dell'Ungheria di 339 abitanti (dati 2001) . È situato nella contea di Borsod-Abaúj-Zemplén.